# Yinshania paradoxa
Yinshania paradoxa là một loài thực vật có hoa trong họ Cải. Loài này được (Hance) Y.Z. Zhao miêu tả khoa học đầu tiên năm 1992.